# 4852 Pamjones
4852 Pamjones eller 1977 JD är en asteroid i huvudbältet som upptäcktes den 15 maj 1977 av den rysk-sovjetiske astronomen Nikolaj Tjernych vid Krims astrofysiska observatorium på Krim. Den har fått sitt namn efter Pamela Ann Jones.
Den tillhör asteroidgruppen Vesta.